# Friedrich Albert Fallou

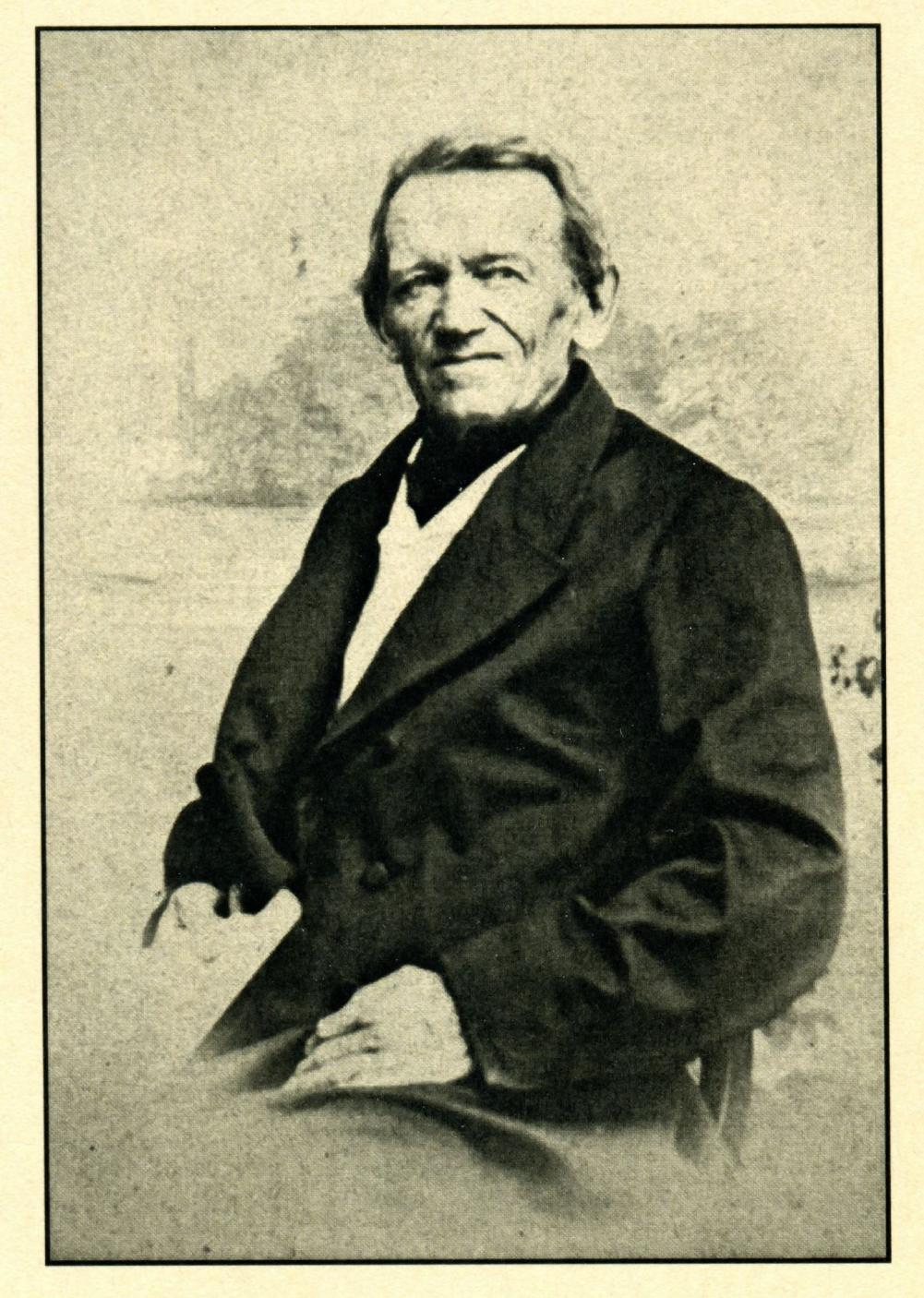
Friedrich Albert Fallou

Friedrich Albert Fallou, auch Frédéric Albert Fallou (* 11. November 1794 in Zörbig; † 6. September 1877 in Diedenhain bei Waldheim, Sachsen) war ein deutscher Rechtsanwalt und Bodenkundler. Als Privatgelehrter befasste er sich mit der Entstehungsgeschichte der Feld- und Waldböden und veröffentlichte darüber sechs Bücher. Er gilt als einer der Begründer der wissenschaftlichen Bodenkunde.

## Leben
Friedrich Albert Fallou entstammt einer hugenottischen Familie. Er war der Sohn eines Justizamtmanns, verbrachte seine Kindheit in Rochlitz und Grimma, dort als Schüler der Fürstenschule. Von 1814 bis 1817 studierte er Rechtswissenschaften an der Universität Leipzig. Von 1818 bis 1824 war er als Advokat (Rechtsanwalt) in Colditz (Sachsen) tätig. 1825 wurde er zum Stadtschreiber von Waldheim ernannt. Hier entfaltete er als Verwaltungsbeamter am Stadtgericht eine vielseitige Tätigkeit. Daneben verfasste er unter dem Pseudonym Balduin zum Eichberg  historisch-topografische Beschreibungen über sächsische Landschaften und Städte, die er in der Zeitschrift Saxonia veröffentlichte. 1833 legte er sein Amt als Stadtschreiber nieder und betrieb bis 1850 wieder eine Praxis als Advokat. Seitdem widmete er sich fast nur noch geologischen, mineralogischen und bodenkundlichen Studien. 1856 zog er in die Diedenmühle bei Waldheim im Zschopautal. Hier lebte er als Privatgelehrter  bis zu seinem Tode.

## Mitbegründer der Bodenkunde
Während seiner Tätigkeit als Rechtsanwalt hatte sich Fallou für die unterschiedlichen Bodenarten seiner Heimat interessiert und bereits in den 30er Jahren damit begonnen, geologische, petrografische und mineralogische Studien betreiben. Durch seine Fachkompetenz galt er alsbald als ein hervorragender Kenner des sächsischen Granulitgebietes. In den Jahren nach 1840 widmete er seine Freizeit immer stärker der Entstehungsgeschichte der Feld- und Waldböden. Seine erste größere Veröffentlichung, eine 1845 erschienene geognostisch-agronomische Beschreibung der Gebirgsformationen des Muldengaues und deren Einfluss auf die Vegetation wurde von der Fürstlich Jablonowski'schen Gesellschaft in Leipzig preisgekrönt.
1853 erschien sein Buch Die Ackererden des Königreichs Sachsen, das bereits 1855 eine zweite Auflage erlebte. Durch zahlreiche Studienreisen in Sachsen und in den angrenzenden Ländern erkannte er immer stärker die Notwendigkeit, bodenkundliches Wissens für die praktische Land- und Forstwirtschaft nutzbar zu machen. In seinen beiden Büchern Anfangsgründe der Bodenkunde (1857, 2. Aufl. 1865) und  Pedologie oder allgemeine und besondere Bodenkunde (1862) hat er die damaligen Kenntnisse vom Boden zu einem geschlossenen Lehrgebäude vereinigt.
Als wissenschaftshistorisch bedeutsam sind auch seine Spätwerke einzustufen: Grund und Boden des Königreichs Sachsen und seiner Umgebung ... (1869) und Die Hauptbodenarten der Nord- und Ostsee-Länder deutschen Reiches naturwissenschaftlich betrachtet (1875). Mehrere Beiträge in der von Julius Adolph Stöckhardt herausgegebenen Zeitschrift Der Chemische Ackersmann machten seine bodenkundlichen Ergebnisse in der landwirtschaftlichen Praxis bekannt. Obgleich „nur“ Privatgelehrter, gehört Friedrich Albert Fallou zu den wegweisenden Mitbegründern der wissenschaftlichen Bodenkunde.

## Hauptwerke
- Die Gebirgsformationen zwischen Mittweida und Rochlitz, der Zschopau und beiden Mulden und ihr Einfluß auf die Vegetation. Versuch einer geognostischen-agronomischen Beschreibung. Verlag Staritz Leipzig 1845.
- Die Ackererden des Königreichs Sachsen und der angrenzenden Gegend, geognostisch untersucht und classificiert. Eine bodenkundliche Skizze. Freiberg 1853; 2. verb. u. verm. Aufl. Verlag Gerhard Leipzig 1855.
- Anfangsgründe der Bodenkunde. G. Schönfeld’s Buchhandlung Dresden 1857, 2. Aufl. 1865.
- Pedologie oder allgemeine und besondere Bodenkunde. G. Schönfeld’s Buchhandlung Dresden 1862.
- Grund und Boden des Königreichs Sachsen und seiner Umgebung in sämmtlichen Nachbarstaaten in volks-, land- und forstwirthschaftlicher Beziehung naturwissenschaftlich untersucht. G. Schönfeld’s Buchhandlung Dresden 1869.
- Die Hauptbodenarten der Nord- und Ostsee-Länder deutschen Reiches naturwissenschaftlich betrachtet. Skizze. G. Schönfeld’s Buchhandlung Dresden 1875.